# فرنسيس غرايرسون
فرنسيس غرايرسون (بالإنجليزية: Francis Grierson)‏ هو كاتب وعازف بيانو أمريكي، ولد في 18 سبتمبر 1848 في بيركنهيد ‏ في المملكة المتحدة، وتوفي في 29 مايو 1927 في لوس أنجلوس في الولايات المتحدة.